# Love Minus Zero/No Limit
«Love Minus Zero/No Limit» (en español, "Amor bajo cero/Sin límite") es una canción compuesta por el cantante estadounidense Bob Dylan. Fue incluida en el álbum Bringing It All Back Home, editado el 22 de marzo de 1965.
El título es, según Dylan, una fracción con "Love Minus Zero" en la parte superior y "No Limit" en la parte inferior. 
En la canción, que sigue una simple melodía en la clave de E, Dylan pone de manifiesto las cada vez más complejas metáforas y rimas que desarrolló durante mediados de los '60.